# Wardablur (Lorri)
Wardablur – wieś w Armenii, w prowincji Lorri. W 2011 roku liczyła 1245 mieszkańców.